# バイアード・ランカスター
バイアード・ランカスター（Byard Lancaster、1942年8月6日 - 2012年8月23日）は、アヴァンギャルド・ジャズ・サックス奏者およびフルート奏者。
彼はバークリー音楽大学に通う前に、2つの大学（1つは音楽のため）に通った。彼はニューヨークに移り、サックス奏者のアーチー・シェップやドラマーのエルヴィン・ジョーンズを含むジャムセッションに参加した。
1965年にニューヨークでサニー・マレイらミュージシャンと一緒にアルバム『サニー・マレイ・クインテット』を録音し、1969年には共にパリのアクチュエル・フェスティバルで演奏し、そのキャリアを通じてこのドラマーのグループで働き続けた。1970年代までに、ランカスターはマッコイ・タイナー、カーン・ジャマル、サン・ラなどのミュージシャンや、ブルース・ピアニストのメンフィス・スリムやブルース・ギタリストのジョニー・コープランドなどジャズ以外のミュージシャンと共演していた。
彼の人生の終わり近くに、彼はチェロ奏者のデヴィッド・イージスと定期的に演奏し、レコードレーベルのクリエイティブ・インプロヴァイズド・ミュージック・プロジェクト（CIMP）においてリーダーやサイドマンとしてレコーディングを行った。彼は2012年8月23日に膵癌で亡くなった。

## ディスコグラフィ

### リーダー・アルバム
- 『イッツ・ノット・アップ・トゥ・アス』 - It's Not Up to Us (1968年、Vortex)
- Live at Macalester College (1974年、Dogtown) ※J. R. Mitchell/Byard Lancaster Experience名義
- Us (1974年、Palm) ※with スティーヴ・マッコール、シルヴェイン・マーク
- Mother Africa (1974年、Palm) ※with クリント・ジャクソン3世
- Exactement (1974年、Palm) ※with キーノ・スペラー
- Exodus (1977年、Philly Jazz)
- 『ワイルドフラワーズ/ニューヨーク・ロフト・ジャズ・セッション 2』 - Wildflowers: The New York Loft Jazz Sessions (Vol 2) (1977年、Casablanca/Douglas, Knit Classics) ※オムニバス。フライト・トゥ・サニティー名義
- 『ファニー・ファンキー・リブ・クリブ』 - Funny Funky Rib Crib (1979年、Vendémiaire/Palm)
- Documentation: The End of a Decade (1979年、Bellows)
- Personal Testimony (Then and Now) (1979年、Concert Artists)
- Lightnin' Strikes! (1988年、Black And Blue) ※with デヴィッド・イージス
- 『マイ・ピュア・ジョイ』 - My Pure Joy (1992年、Black Fire)
- Worlds (1993年、Gazell)
- Byard Lancaster Trio (2000年、Soultrane)
- Philadelphia Spirit in New York (2001年、CIMP) ※with オディーン・ポープ、エド・クロケット、J.R.ミッチェル
- The Out Cry (2003年、Lancaster) ※Crockett, Mitchell & Lancaster名義
- "A" Heavenly Sweetness (2005年、Isma'a, Discograph)
- Pam Africa (2005年、Spirit Room)
- Soul Unity (2006年、Heavenly Sweetness) ※Thunderbird Service名義
- Ancestral Link Hotel (2006年、Spirit Room)

### 参加アルバム
ジョニー・コープランド
- Copeland Special (1981年、Rounder)
- 『ジャングル・スウィング』 - Jungle Swing (1995年、Verve)
- Texas Party (1996年、DeAgostini)
- Honky Tonkin' (1999年、Bullseye)

カーン・ジャマル
- Infinity (1984年、Stash 278)
- Cubano Chant (2000年、Jambrio)
- Black Awareness (2005年、CIMP)
- Impressions of Coltrane (2009年、SteepleChase)

ビル・ラズウェル
- Jazzonia (1998年、Douglas)
- Moody's Mood for Love (1998年、Douglas)
- Sacred System - Nagual Site (1998年、Wicklow/BMG)
- Operazone - The Redesign (2000年、Knitting Factory)
- Method of Defiance - Inamorata (2007年、Ohm Resistance)

ギャレット・リスト
- American Images (1978年、Horo)
- Fire & Ice (1982年、Lovely Music)
- The New York Takes (1998年、Carbon 7)

サニー・マレイ
- 『サニー・マレイ』 - Sunny Murray (1966年、ESP Disk)
- An Even Break (Never Give A Sucker) (1970年、BYG)
- Charred Earth (1977年、Kharma)
- Wildflowers: The New York Loft Jazz Sessions (Vols 1 and 5) (1977年、Casablanca/Douglas)

その他
- アルカナ : 『アーク・オブ・ザ・テスィモニー』 - Arc of the Testimony (1997年、Axiom)
- ビッグ・ユース : A Luta Continua (1988年、Heartbeat)
- Change of the Century Orchestra : Change of the Century Orchestra (1999年、JAS)
- Cool Waters : Cool Waters (1993年、NCM)
- ビル・ディクソン : 『投企〜ビル・ディクソンの世界』 - Intents and Purposes (1967年、RCA Victor)
- デヴィッド・イージス : The Arrow (1981年、Music Unlimited)
- デヴィッド・イージス : Crossroads (1982年、Music Unlimited)
- fONKSQUISh : Useless Education (2008年、Promo Preview)
- ダグ・ハモンド : 『フォークス』 - Folks (1980年、Idibib)
- ダグ・ハモンド : 『スペイシス』 - Spaces (1982年、Idibib)
- キップ・ハンラハン : 『クープ・ド・テテ』 - Coup de tête (1981年、American Clavé)
- ロナルド・シャノン・ジャクソン : Eye on You (1980年、About Time)
- ロナルド・シャノン・ジャクソン : Nasty (1981年、Moers Music)
- ドワイト・ジェームス : Inner Heat (1983年、Cadence)
- ジェフ・リー & フランク・ワイツ : From Here to Drums (1988年、No Man's Land)
- バイロン・モリス & ジェラード・ワイズ : Unity (1972年、EPI)
- ロバート・ムッソ : 『インナーミディアム』 - Innermedium (1999年、DIW)
- エロル・パーカー : Graffiti (1980年、Sahara)
- オディーン・ポープ : The Ponderer (1990年、Soul Note)
- ヴィト・リッチ : Postones (1983年、Creation Production Company)
- サウンズ・オブ・リベレーション : New Horizons (1972年、Dogtown)
- ピエール・ヴァン・ドルマル、デヴィッド・リンクス & ジェイムズ・ボールドウィン : A Lover's Question (1999年、Label Bleu)
- マーゼット・ワッツ : 『マーゼット・ワッツ』 - Marzette Watts & Company (1966年、ESP-Disk)
- ラリー・ヤング : 『ヘヴン・オン・アース』 - Heaven on Earth (1968年、Blue Note)